# 桜島駅
桜島駅（さくらじまえき）は、大阪府大阪市此花区桜島一丁目にある、西日本旅客鉄道（JR西日本）桜島線（JRゆめ咲線）の駅。駅番号はJR-P17。桜島線の終着駅である。

## 歴史
桜島駅の元になった天保山駅（てんぽうざんえき）を建設したのは、大阪駅から西九条駅を経由して天保山駅へ至る鉄道を建設した、私鉄の西成鉄道であった。
しかし、日露戦争に伴う軍事輸送の増大などもあり、安治川口駅から天保山駅へ至る区間を建設中の1904年（明治37年）12月1日に、西成鉄道の全線を国有鉄道が借り受けて運営するようになった。この借受後、1905年（明治38年）4月1日に安治川口 - 天保山間1.0マイルが開業するが、開業と同時に国有鉄道借受となって営業された。日露戦争後、1906年（明治39年）12月1日に正式に国有化されて、国有鉄道西成線の駅となった。なお、駅所在地は当時すでに築地改め桜島町という町名になっていたが、駅名は安治川対岸にある著名な天保山から採られた。
天保山駅は現在の桜島2丁目、ユニバーサル・スタジオ・ジャパンのラグーンのあたりに位置しており、安治川岸からやや離れる天保山駅は船車連絡上不便であった。安治川岸に大阪鐵工所（のちの日立造船）がすでに立地していたためこのような位置での開業となったが、天保山駅開業時はまだ埋立造成中であった現在の桜島3丁目の造成が成ると、天保山駅の側線上約0.3マイル先の地点に新たに桜島駅を1910年（明治43年）4月15日に開設し、天保山駅は廃止となった。
頭端を桜島岸壁へ向けた桜島駅の開設後は、岸壁から陸揚げされる石炭・塩・輸入石油類・穀物・木材・肥料などの貨物を発送する拠点として利用されるようになった。1930年（昭和5年）1月には、鉄道省自身が付近に石炭専用岸壁を設置し、国鉄用の配炭基地とした。これにより石炭の輸送量も急増した。この頃には,辺りの岸壁や工場などに多くの専用線が張り巡らされ、一大貨物輸送基地となっていった。大阪港の特性上、各地から大阪港へ到着する貨物を後背地の工場や市場へ送り出す輸送が多く、戦時期をのぞいては,
ほぼ一貫して発送量のほうが圧倒的に多い駅であった。
第二次世界大戦においては軍事輸送の増大から貨物輸送量が急激に増大したが、戦況の悪化に伴い、1944年（昭和19年）頃からは一転して激減するようになった。1945年（昭和20年）7月24日には空襲を受け、職員16名が死亡し、駅舎などが大きく損壊した。この復旧作業には1947年（昭和22年）5月までかかった。
旅客輸送においても、付近の軍需工場への通勤客の増大により、一時は1日5万人を超える乗降客を数えた時期もあった。大戦後は付近の日立造船への通勤客や港湾関係者などが利用し、これによりラッシュ時と閑散時の差が激しい駅であった。
こうして大阪港に関する貨物輸送で大きな役割を果たしてきた桜島駅であったが、モータリゼーションが進むにつれて鉄道貨物の凋落が顕著になり、1973年（昭和48年）3月には国鉄貯炭場も廃止となった。桜島駅における貨物取り扱いの廃止は、1986年（昭和61年）9月に国鉄から大阪市に打診され、10月一杯で貨物扱いを廃止した。跡地は日本国有鉄道清算事業団が引き継いで施設の撤去作業を行い、1988年（昭和63年）3月までにすべての用地を大阪市に返還した。

### 年表
- 1905年（明治38年）4月1日：西成鉄道が安治川口駅から延伸し、その終着として天保山駅が開業[9]。
- 1906年（明治39年）12月1日：西成鉄道が国有化。官営鉄道の駅となる。
- 1909年（明治42年）10月12日：線路名称を制定し、西成線の所属となる[10]。
- 1910年（明治43年）4月15日：天保山駅が廃止[9]。西方に桜島駅（一般駅）が開業[11]。
- 1930年（昭和5年）4月1日：メートル法施行により、安治川口駅との営業キロを1.3マイルから2.1 kmに改定。
- 1945年（昭和20年）7月24日：空襲により職員16名死亡、駅舎・施設が損壊。
- 1961年（昭和36年）4月25日：大阪環状線全線開業に伴う線路名称改定により、桜島線の所属となる[10]。
- 1966年（昭和41年）3月1日：東方へ500m、旧・天保山駅付近に移転[12]。安治川口との営業キロは1.6 kmに改定される[12]。
- 1984年（昭和59年）2月1日：荷物扱い廃止[12]。
- 1985年（昭和60年）3月31日：構内の橋はかりを廃止[13]。
- 1986年（昭和61年）11月1日：貨物の取り扱いを廃止[9]。駅西側に広がる大阪港桜島埠頭へ至る多くの専用線が当駅から分岐していた。
- 1987年（昭和62年）4月1日：国鉄分割民営化に伴い、JR西日本の駅となる[9]。
- 1992年（平成4年）11月1日：みどりの窓口営業開始。
- 1999年（平成11年）4月1日：ユニバーサル・スタジオ・ジャパン（USJ）建設による安治川口駅 - 桜島駅間経路変更のため、100m南方へ移転[14]。自動改札機を設置し、供用開始[15]。移転前は現在のUSJのサンフランシスコエリア付近に駅があった。
- 2001年（平成13年）3月1日：路線愛称の制定により、桜島線の当駅 - 西九条駅間で「JRゆめ咲線」の愛称を使用開始。
- 2003年（平成15年）11月1日：ICカード「ICOCA」の利用が可能となる[16]。
- 2009年（平成21年）10月4日：大阪環状・大和路線運行管理システム導入。
- 2013年（平成25年）12月5日 - 2014年（平成26年）3月：ロープ昇降式ホーム柵の試験が行われる[17][18]。
- 2015年（平成27年）
  - 3月8日：みどりの窓口の営業が終了。
  - 3月9日：みどりの券売機プラスが稼働。
  - 4月1日：ジェイアール西日本交通サービス（現：JR西日本交通サービス）による業務委託駅となる。
- 2018年（平成30年）3月17日：駅ナンバリングが導入される。
- 2025年（令和7年）
  - 3月15日：ダイヤ改正に伴い、10月13日までの期間で臨時快速「エキスポライナー」の発着駅となる[19][20]。
  - 3月24日 - 10月13日：2025年日本国際博覧会（大阪・関西万博）開催に伴い、ホーム終端部に出口専用の臨時改札を設置[21][22]。

### 将来の予定
- 2025年日本国際博覧会（大阪・関西万博）では、当駅の駅前に会場へ向かうシャトルバスのターミナルが設置される予定であることから、当駅のホーム終端部に万博開催期間限定の出口専用の臨時改札が設置される。臨時改札にはシースルーLEDパネルが設置され、万博をイメージした映像が投影される。この他、トイレのリニューアル、案内サインの改修、ホーム安全スクリーン・監視カメラの増設と言った改良工事が実施される[21]。
- 京阪中之島線が中之島駅から、大阪港トランスポートシステム北港テクノポート線がコスモスクエア駅からそれぞれ延伸して新桜島駅（仮称）を設置する計画がある。2025年日本国際博覧会へのアクセス手段として検討されていたが、間に合わず桜島駅からのシャトルバスで対応することとなった[23]。一方、万博会場隣接地に統合型リゾート誘致を目指しており、誘致が決定すれば延伸計画が進む見込みである[24]。

## 駅構造
島式ホーム1面2線を有する地上駅。駅舎は1番線の線路を挟んでホームの反対側に位置しており、ホームへは跨線橋で連絡している。また、2009年まで設定されていたユニバーサルシティ駅発着の北陸方面臨時特急は当駅まで回送電車として折り返す形式をとっていた。朝方を除く時間帯は1番のりばの折り返しであり、2番のりばにはシャトル列車が1編成留置している。
トイレは1階改札内にある。
JR西日本交通サービスによる業務委託駅（西九条駅の被管理駅）で、自動券売機・自動改札機が設置されている。2015年3月にみどりの窓口が営業を終了し、みどりの券売機プラスが稼働した。
ICOCA利用可能駅。また、当駅発着の長距離乗車券に際するJRの特定都区市内制度における「大阪市内」に属する駅である。

### のりば
| のりば | 路線       | 行先                   |
| ------ | ---------- | ---------------------- |
| 1・2   | JRゆめ咲線 | 西九条・大阪・京橋方面 |

- 上表の路線名は旅客案内上の名称（愛称）で表記している。
- 夜間留置が設定されている。

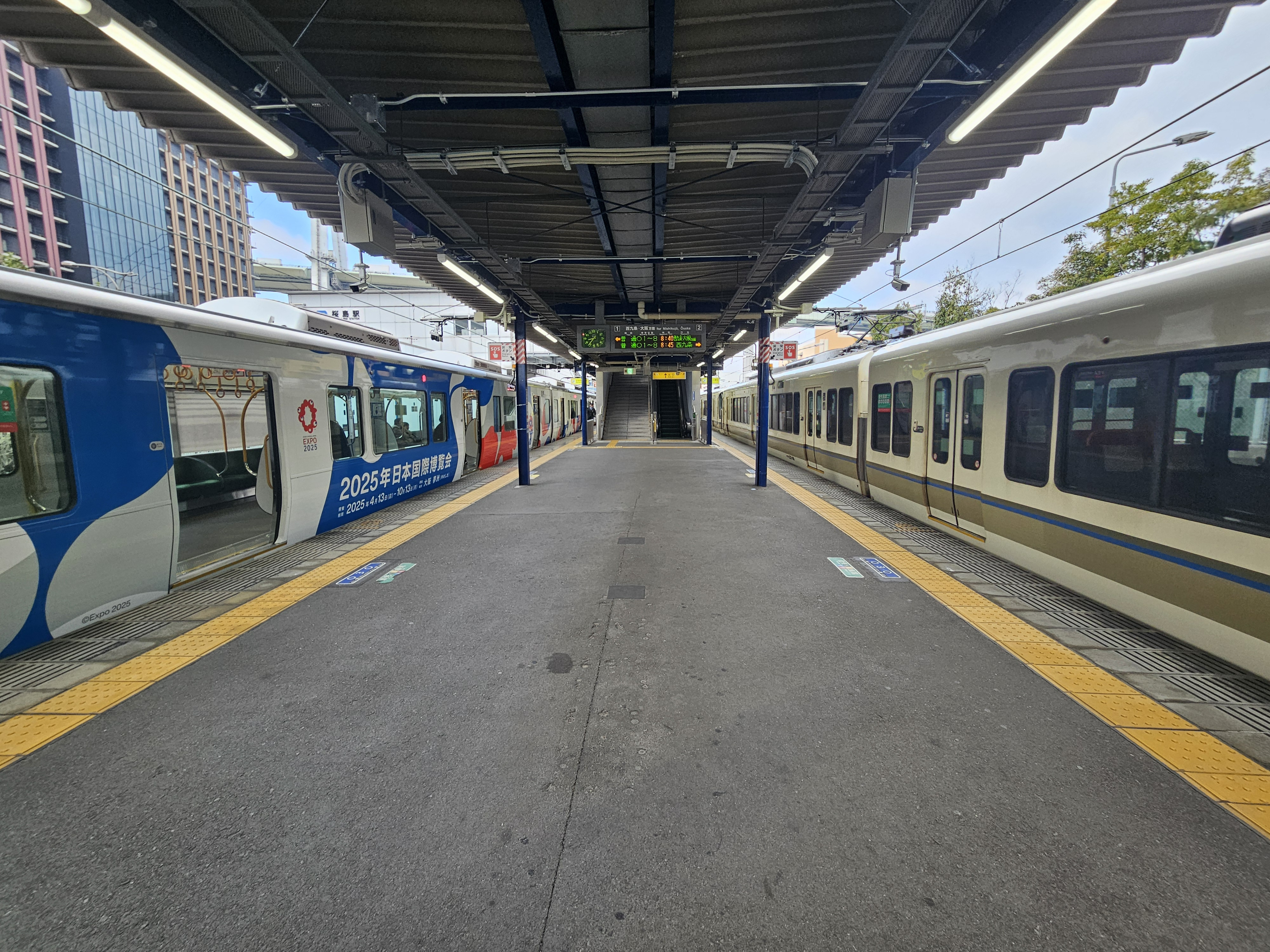
ホーム（2025年3月）
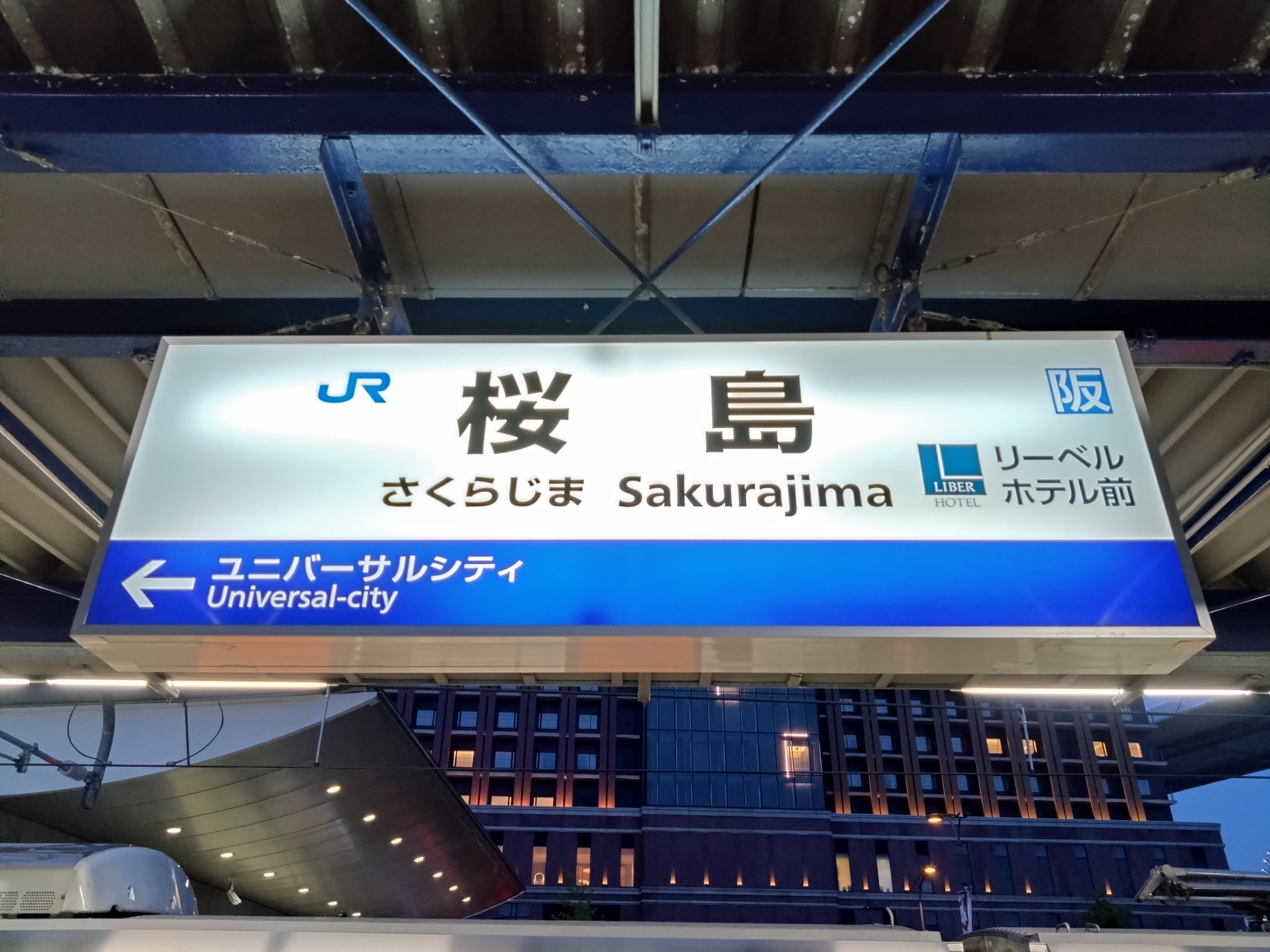
駅名標（2025年5月）
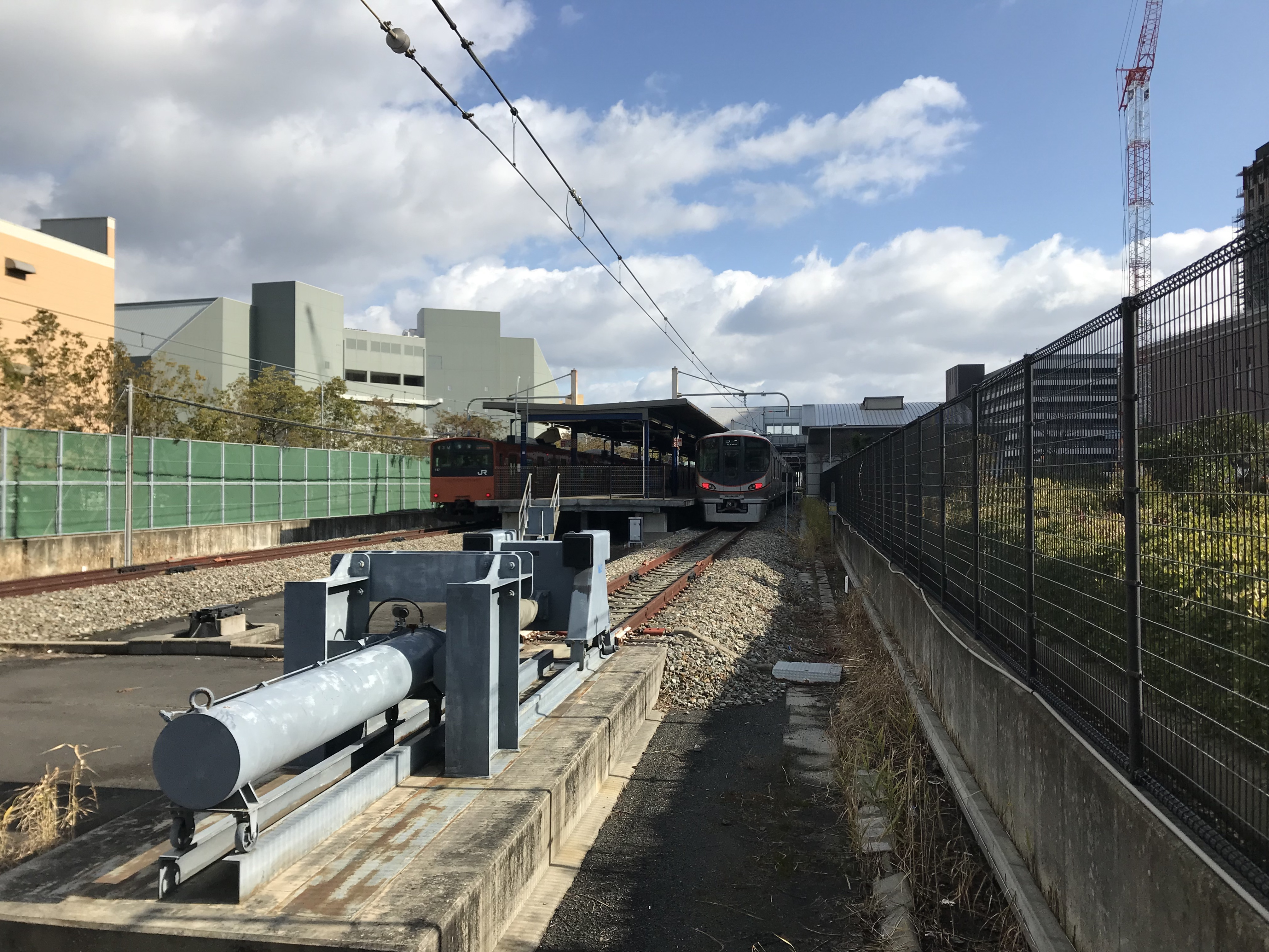
駅構内（2019年2月）
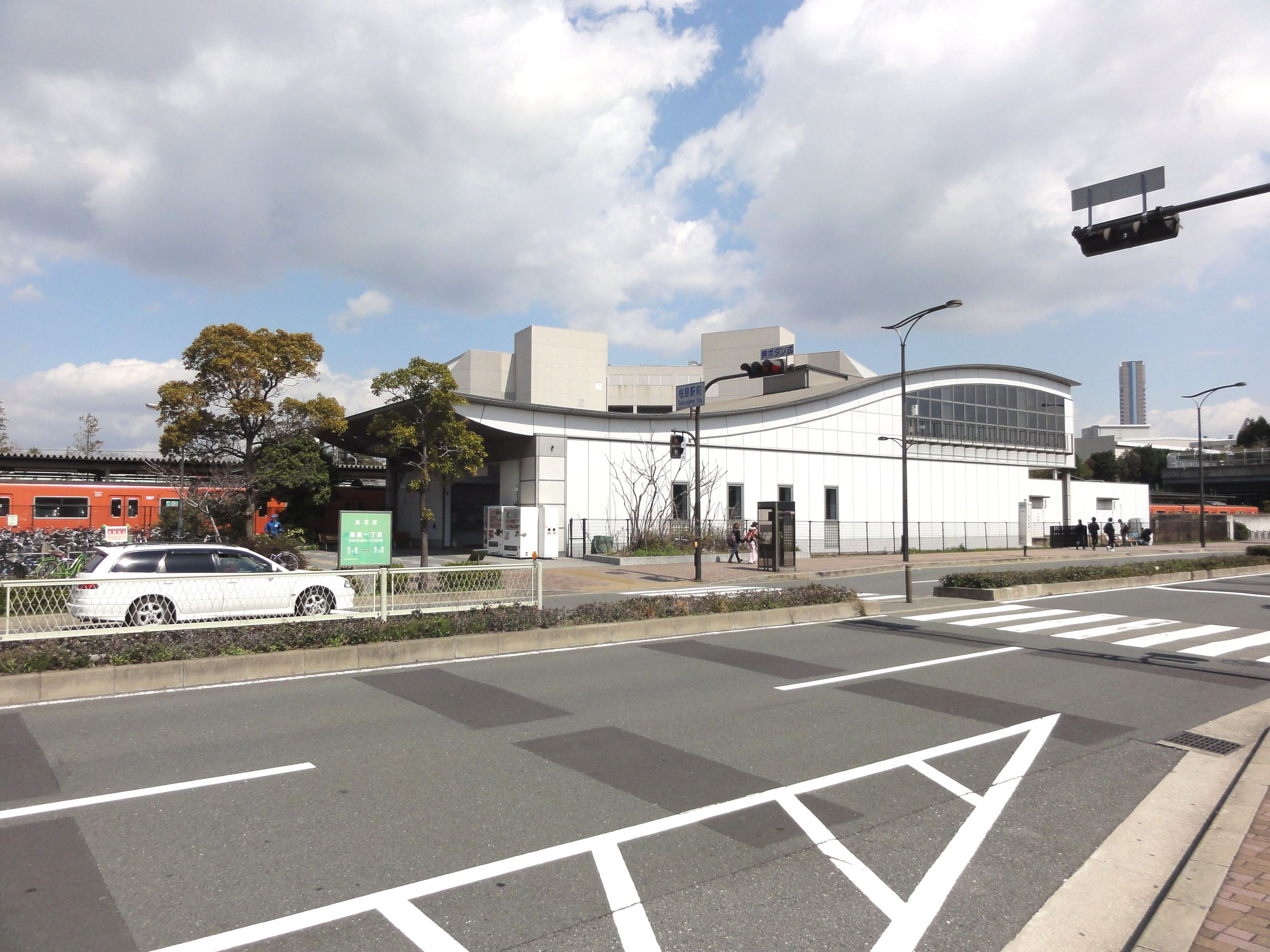
駅全体（2012年4月）
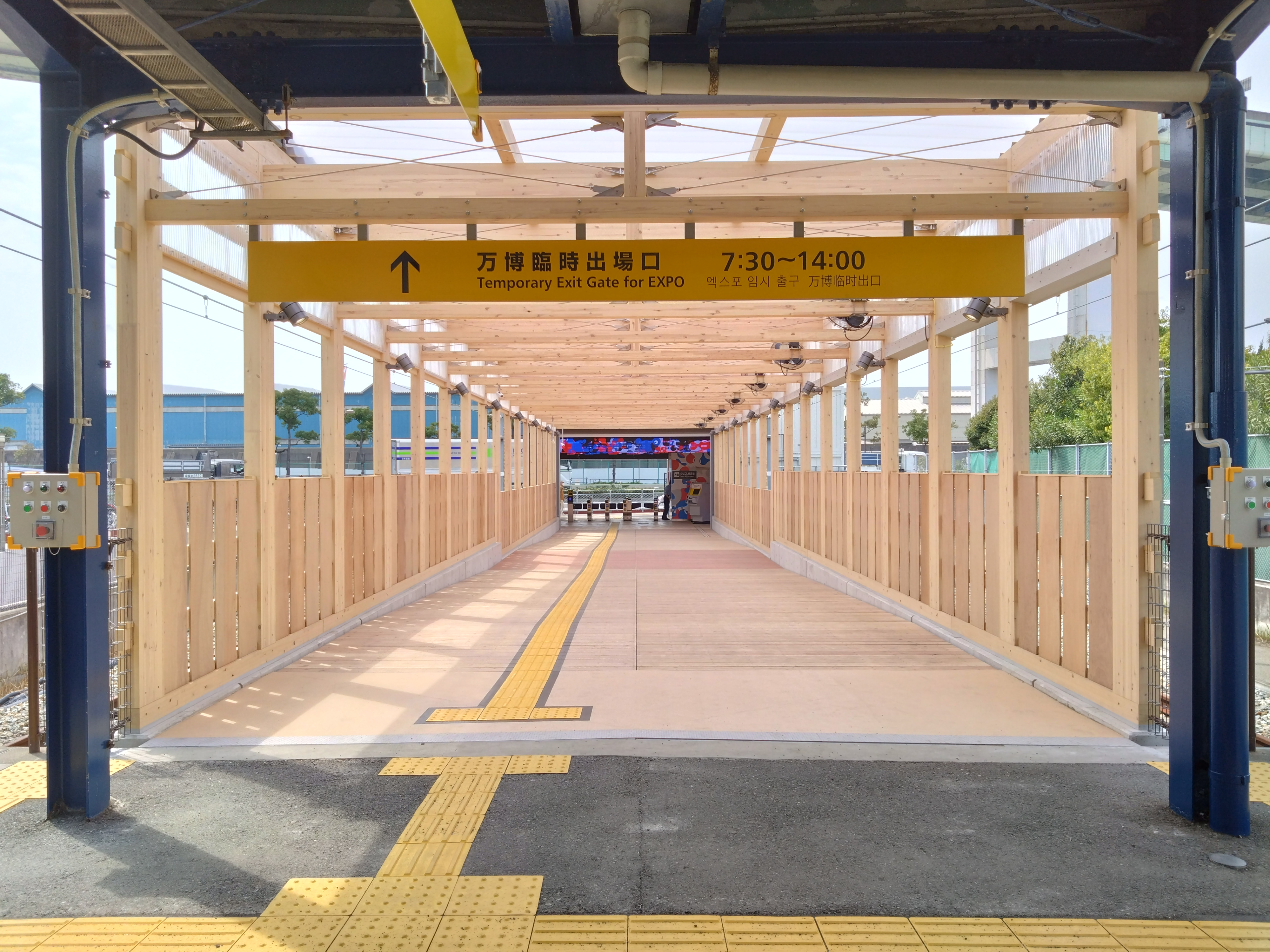
万博臨時出場口（2025年3月24日～万博終了まで）

## 利用状況
2023年（令和5年）度の1日平均乗車人員は15,368人である。
安治川口駅と同様、平成初期までは9割を超える極めて高い定期率を持つ駅であったが、ユニバーサル・スタジオ・ジャパン（USJ）の影響が大きく、現在はJR西日本管内の一般的な駅と特に変わらない水準となっている。
なお定期外も含めた乗車人員自体はUSJの影響もあり好調に増加を続けている。
近年の1日平均乗車人員の推移は以下の通りである。
| 年度               | 1日平均 乗車人員 | 増減率 | 定期利用状況 | 定期利用状況 | 出典          |
| 年度               | 1日平均 乗車人員 | 増減率 | 1日平均      | 定期率       | 出典          |
| ------------------ | ---------------- | ------ | ------------ | ------------ | ------------- |
| 1988年（昭和63年） | 6,447            |        | 5,924        | 91.9%        | [ 大阪府 1 ]  |
| 1989年（平成元年） | 6,527            | 1.2%   | 6,002        | 92.0%        | [ 大阪府 1 ]  |
| 1990年（平成02年） | 6,775            | 3.8%   | 6,219        | 91.8%        | [ 大阪府 2 ]  |
| 1991年（平成03年） | 6,948            | 2.6%   | 6,359        | 91.5%        | [ 大阪府 3 ]  |
| 1992年（平成04年） | 7,347            | 5.7%   | 6,716        | 91.4%        | [ 大阪府 4 ]  |
| 1993年（平成05年） | 6,769            | -7.9%  | 6,120        | 90.4%        | [ 大阪府 5 ]  |
| 1994年（平成06年） | 6,087            | -10.1% | 5,341        | 87.7%        | [ 大阪府 6 ]  |
| 1995年（平成07年） | 6,303            | 3.5%   | 5,273        | 83.7%        | [ 大阪府 7 ]  |
| 1996年（平成08年） | 6,250            | -0.8%  | 5,383        | 86.1%        | [ 大阪府 8 ]  |
| 1997年（平成09年） | 4,981            | -20.3% | 4,195        | 84.2%        | [ 大阪府 9 ]  |
| 1998年（平成10年） | 2,598            | -47.8% | 2,016        | 77.6%        | [ 大阪府 10 ] |
| 1999年（平成11年） | 3,105            | 19.5%  | 2,311        | 74.4%        | [ 大阪府 11 ] |
| 2000年（平成12年） | 4,581            | 47.5%  | 3,167        | 69.1%        | [ 大阪府 12 ] |
| 2001年（平成13年） | 8,129            | 77.5%  | 6,215        | 74.5%        | [ 大阪府 13 ] |
| 2002年（平成14年） | 7,859            | -3.3%  | 6,026        | 76.7%        | [ 大阪府 14 ] |
| 2003年（平成15年） | 7,467            | -5.0%  | 5,667        | 75.9%        | [ 大阪府 15 ] |
| 2004年（平成16年） | 7,249            | -2.9%  | 5,409        | 74.6%        | [ 大阪府 16 ] |
| 2005年（平成17年） | 7,055            | -2.7%  | 5,209        | 73.8%        | [ 大阪府 17 ] |
| 2006年（平成18年） | 7,156            | 1.4%   | 5,162        | 72.1%        | [ 大阪府 18 ] |
| 2007年（平成19年） | 7,331            | 2.4%   | 5,228        | 71.3%        | [ 大阪府 19 ] |
| 2008年（平成20年） | 7,421            | 1.2%   | 5,425        | 73.1%        | [ 大阪府 20 ] |
| 2009年（平成21年） | 7,397            | -0.3%  | 5,454        | 73.7%        | [ 大阪府 21 ] |
| 2010年（平成22年） | 7,609            | 2.9%   | 5,604        | 73.6%        | [ 大阪府 22 ] |
| 2011年（平成23年） | 7,946            | 4.4%   | 5,770        | 72.6%        | [ 大阪府 23 ] |
| 2012年（平成24年） | 8,271            | 4.1%   | 5,936        | 71.8%        | [ 大阪府 24 ] |
| 2013年（平成25年） | 8,948            | 8.2%   | 6,294        | 70.3%        | [ 大阪府 25 ] |
| 2014年（平成26年） | 10,059           | 12.4%  | 7,006        | 69.6%        | [ 大阪府 26 ] |
| 2015年（平成27年） | 10,826           | 7.6%   | 7,546        | 69.7%        | [ 大阪府 27 ] |
| 2016年（平成28年） | 11,272           | 4.1%   | 7,763        | 68.9%        | [ 大阪府 28 ] |
| 2017年（平成29年） | 12,418           | 10.2%  | 8,076        | 65.0%        | [ 大阪府 29 ] |
| 2018年（平成30年） | 12,741           | 2.6%   | 8,340        | 65.5%        | [ 大阪府 30 ] |
| 2019年（令和元年） | 13,894           | 9.0%   | 9,099        | 65.5%        | [ 大阪府 31 ] |
| 2020年（令和02年） | 9,809            | -29.4% | 7,541        | 76.9%        | [ 大阪府 32 ] |
| 2021年（令和03年） | 10,583           | 7.9%   | 7,417        | 70.1%        | [ 大阪府 33 ] |
| 2022年（令和04年） | 13,072           | 23.5%  | 8,024        | 61.4%        | [ 大阪府 34 ] |
| 2023年（令和05年） | 15,368           | 17.6%  | 8,973        | 58.4%        | [ 大阪府 35 ] |

## 駅周辺
- 天保山大橋 - 安治川に架かる阪神高速道路湾岸線の橋。
- 天保山渡船場 - 安治川を渡る大阪市営の渡船。
- ユニバーサル・スタジオ・ジャパン (USJ)
- Zepp Osaka Bayside（Zepp 大阪ベイサイド）
- ラ・ジェント・ホテル大阪ベイ
- リーベルホテル アット ユニバーサル・スタジオ・ジャパン

## バス路線

### 路線バス
大阪シティバス・北港観光バスの路線が発着する。
桜島駅前（大阪シティバス）
- 79号系統：桜島三丁目 / 西九条

JR桜島駅前（北港観光バス）
- 舞洲アクティブバス：ロッジ舞洲前

### 空港リムジンバス・高速バス
関西空港交通・大阪バスの路線が発着する。
リーベルホテル エントランス（関西空港交通）
- 関西空港リムジンバス：関西国際空港

桜島駅（大阪バス）
- 和歌山特急ニュースター号：和歌山駅東口

### 桜島駅万博シャトルバス
2025年4月13日～10月13日に開催の「2025年日本国際博覧会（大阪・関西万博）」の会場（西ゲート）へ向かうバスが発着する。
原則として予約なしでも乗車できるが、始発から10時30分に桜島駅バスターミナルを出発するバスは「KANSAI MaaS」アプリより事前予約した乗客専用となる。

## 隣の駅
西日本旅客鉄道（JR西日本）
 JRゆめ咲線（桜島線）
■■臨時快速「エキスポライナー」、■普通
ユニバーサルシティ駅 (JR-P16) - 桜島駅 (JR-P17)

### 記事本文